# Vakbond ABW

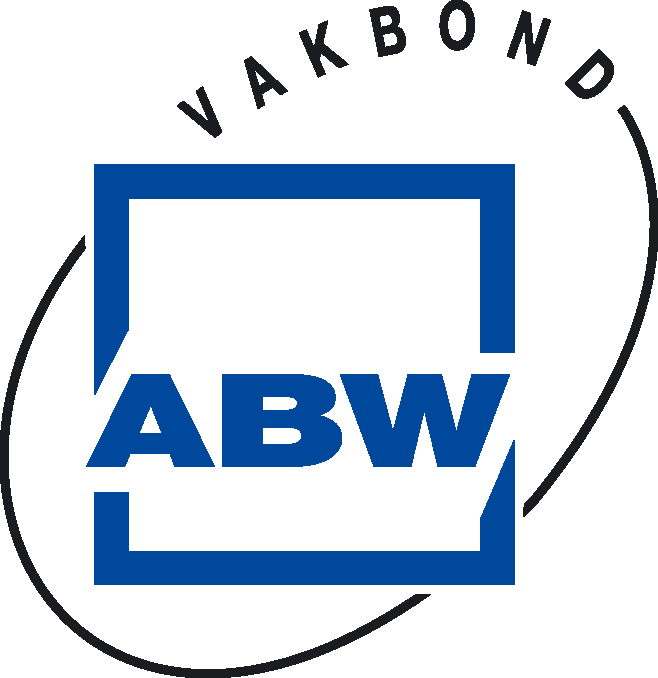
Het logo van Vakbond ABW

De Vakbond ABW (Algemene Bond van Werknemers) is een werknemersorganisatie die zich met name richt op de regio Nederlands Limburg. De vakbond telde in maart 2010 ruim 6000 leden en vierde in oktober 2009 zijn 65-jarig bestaan.
De Vakbond ABW is gevestigd in Heerlen, het hart van de voormalige mijnbouw, waarin ook de wortels van de vakbond zelf zitten.

## Geschiedenis
Op 23 september 1944 ziet de vakbond het levenslicht, met als eerste naam de Algemene Bond van Werkers in het Mijnbedrijf (ABWM). Op dat moment is de bond alleen nog gericht op de mijnwerkers in de regio Limburg. Het doel van de bond is om te zorgen voor eenheid na de oorlogsjaren en wordt daarom ook wel “de eenheidsbond” genoemd. Ondanks dat er veel tegenstand is van de gevestigde orde, geeft Hare Majesteit in 1951 toch haar goedkeuring.
De ABWM zet zich in de eindjaren ’50 in voor een werkweek van 40 uur in 5 dagen, en in 1961 wordt die definitief ingevoerd. Op 14 december 1965 maakt de regering bekend dat de mijnen definitief gesloten worden, nadat de vakbond al een aantal jaren om duidelijkheid had gevraagd. Vanaf die tijd zet de ABWM zich in voor structurele oplossingen voor het mijnpersoneel.
Door de nieuw ontstane situatie ziet de vakbond zich genoodzaakt een andere koers te varen en stelt zich vanaf dan open voor werknemers uit alle beroepsgroepen. De organisatie verandert haar naam vanaf die tijd in Algemene Bond van Werknemers (ABW). De bond blijft zich voornamelijk richten op de individuele belangenbehartiging, die al vanaf de oprichting een belangrijke plek inneemt.
Begin jaren 90 laat de bond opnieuw flink van zich horen. In 1993 ondersteunt de Vakbond ABW een estafettestaking bij de Sociale Werkplaatsen. Inzet van de staking is een verbetering van de arbeidsomstandigheden. De werkonderbrekingen duren 6 weken.
In 1994 zet de vakbond zich opnieuw in voor oud-mijnwerkers. De bond gaat tegen een uitspraak van de Stichting Silicose Oud-Mijnwerkers in beroep. De stichting was van mening dat oud-mijnwerkers die voor minder dan 30% last hadden van silicose, niet in aanmerking kwamen voor een eenmalige uitkering van 20.000 gulden.
In 1994 verandert de vakbond zijn naam wederom. Vanaf dan staat hij bekend als Regiovakbond ABW. Midden jaren 90 blijft de vakbond zich inzetten voor de omstandigheden in de Sociale Werkvoorzieningen, door onder andere een 24-uurs staking bij WPM Beitel en een manifestatie tegen de hervormingen die toenmalig minister Melkert heeft voorgesteld.
In 2001 zet De Vakbond ABW weer een gedeeltelijk categorale koers in. De medeoprichting van de Algemene Bond voor Casinopersoneel (Vakbond ABC) blijkt een succes. Het ledenaantal van de ‘zustervakbond’ stijgt binnen korte tijd naar 1400 leden en is op dat moment de grootste binnen het cao-overleg bij Holland Casino.
Inmiddels heeft de ABC zich losgemaakt van de ABW en is als een zelfstandige bond verdergegaan.
Daarnaast wordt ook de laatste zaak in het proces tegen de Stichting Silicose Oud-Mijnwerkers afgerond. In 2003 verandert de vakbond definitief van naam en staat tot op heden bekend als Vakbond ABW.

## De vakbond vandaag de dag
Vakbond ABW doet naast cao-onderhandelingen ook ondersteuning op  de terreinen arbeidsrecht, sociale zekerheid, belastingrecht, consumentenzaken, huurkwesties, familierecht, verzekeringskwesties en erfrecht. 
De slogan van vakbond ABW is als volgt:
Vakbond ABW is er voor iedereen in Limburg, jong, oud, man, vrouw, autochtoon, allochtoon, werkend en niet-werkend.
Website: 